# Эррера, Франсиско (младший)
Франсиско де Эррера Младший (исп. Francisco Herrera el Mozo; 1622—1685) — испанский живописец, гравёр и архитектор эпохи барокко «Золотого века испанского искусства». Один из создателей живописного жанра бодегонес («трактир, харчевня»). Сын Франсиско Эрреры Старшего и внук архитектора Хуана де Эрреры.

## Биография
Франсиско родился в Севилье в семье Эрреры Старшего и доньи Марии де Хинестроса, крещён в приходе Сан-Андрес 28 июня 1627 года. По сведениям испанского историографа Антонио Паломино Франсиско начал обучение в мастерской отца вместе с братом, которого кордовский биограф Эррера эль Рубио называет художником натюрмортов и «нелепых фигур в манере Жака Калло». Несносный характер отца заставил Эрреру Младшего в компании сестры бежать из дома «взяв шесть тысяч песо, на которые дочь стала монахиней, а дон Франсиско отправился в Рим, где закончил обучение живописи».
Согласно свидетельствам Паломино и других художников, его мастерство фресковой росписи (хотя его фрески не сохранились) и новаторство его архитектурных концепций, а также некоторые влияния венецианской живописи, главным образом Веронезе, подтверждают итальянское пребывание. В живописи он начал с написания натюрмортов, получивших в дальнейшем название бодегонес («трактир, харчевня»), с цветами, плодами, закусками и, особенно, с натуралистично написанными рыбами, «в этих проделках он достиг такого превосходного мастерства, что его знали в Риме под прозванием „Испанец рыб“» (lo Spagnuolo degli pesci).
В 1656 году, после смерти отца, Франсиско вернулся в Севилью, был среди основателей Академии изобразительных искусств, в 1660 году его избрали вице-президентом академии, но он не хотел заседать в ней ниже Бартоломе Эстебана Мурильо, ставшего президентом, и переселился в Мадрид.
В столице Испании он написал картину «Триумф Святого Герменегильда» для главного алтаря церкви монастыря босоногих кармелитов, а также выполнил плафонную роспись хора церкви Сан-Фелипе-эль-Реаль, причём так искусно, что король Филипп IV приказал ему расписать купол капеллы Нуэстра-Сеньора-де-Атога (Nuestra Señora de Atocha) на тему «Взятие Мадонны на небо» и после этого сделал его художником короля и управляющим королевскими зданиями.
Продолжая пользоваться благоволением короля, в 1681 году Франсиско Эррера получил назначение руководителя работ по постройке мадридского Алькасара, увеселительных дворцов Пардо, Кампо и Буэн-Ретиро.
Франсиско де Эррера Младший скончался 25 августа 1685 года в Мадриде.
Эррера Младший сыграл заметную роль во внедрении и распространении стиля барокко как в Мадриде, так и в Севилье, благодаря таким работам, как «Триумф Святого Герменегильда» (в музее Прадо) или «Триумф Евхаристии» в Севильском соборе. Он писал маслом и фреской в различных жанрах, хотя не всего произведения сохранились. Художник короля Карла II и с 1677 года старший мастер королевских работ он участвовал в качестве архитектора в разработке планов новой базилики Нуэстра-Синьора-дель-Пилар в Сарагосе.

## Галерея

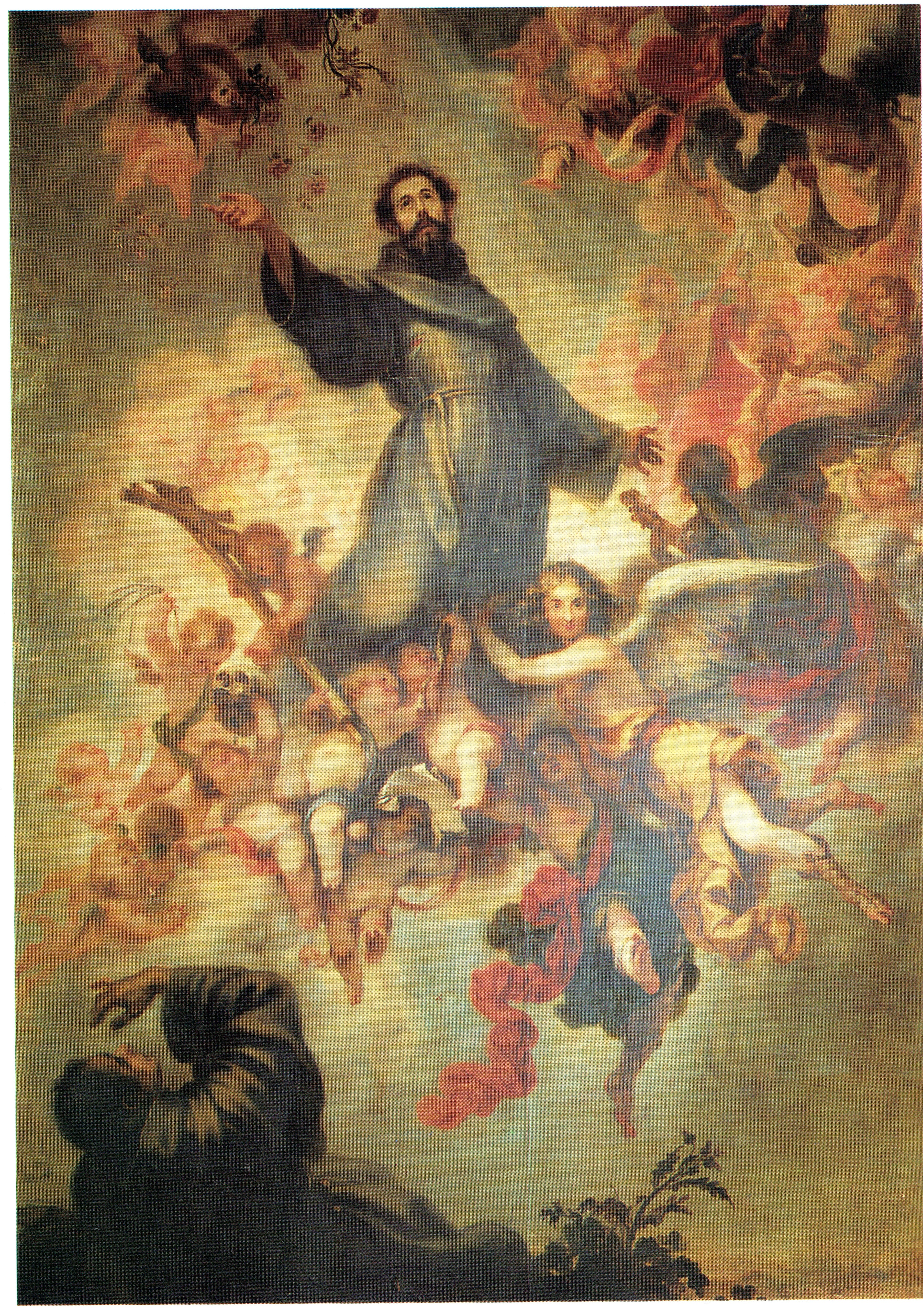
Стигматизация Святого Франциска. 1656. Холст, масло. Капелла Святого Франциско, Кафедральный собор Севильи
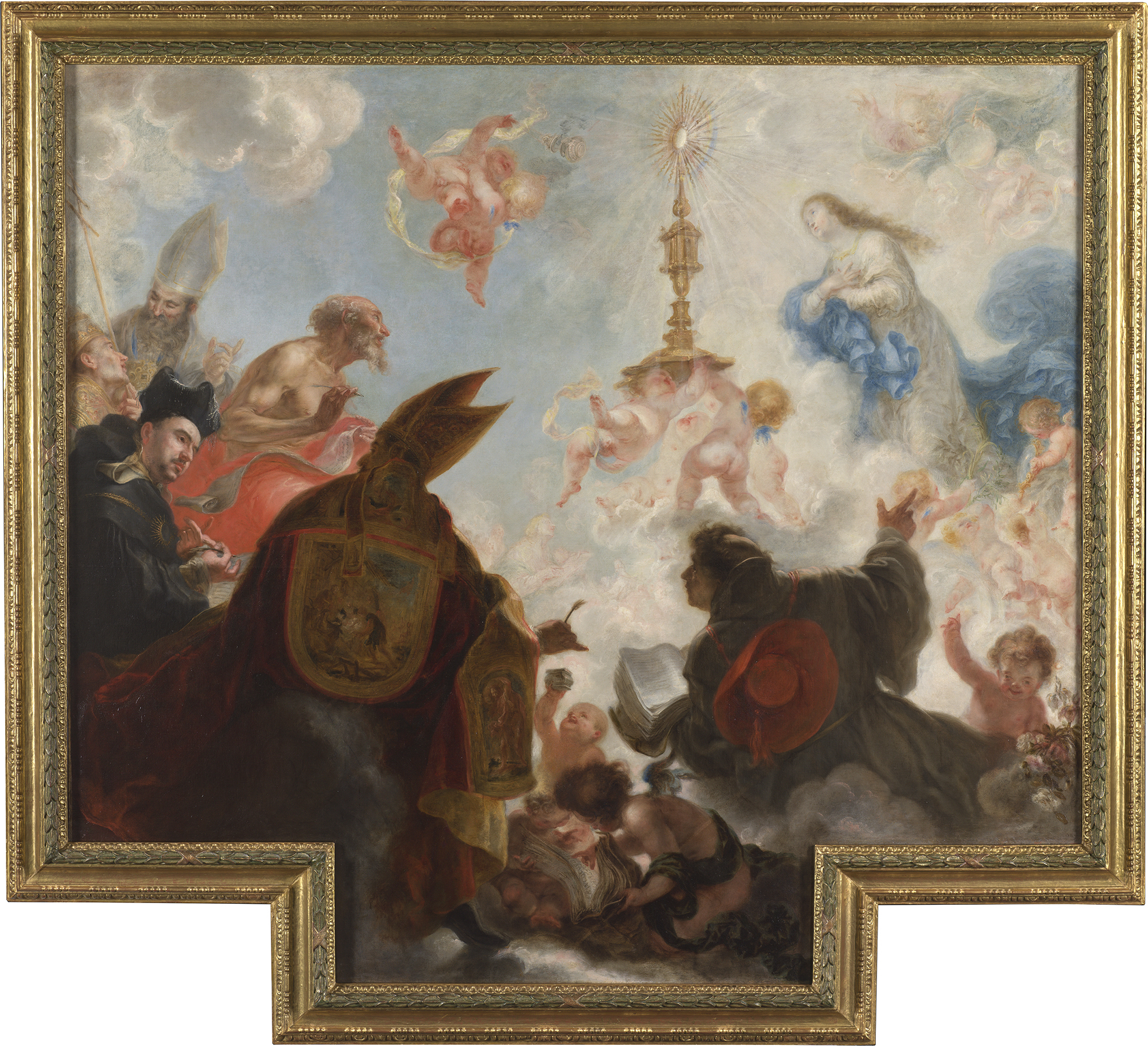
Tриумф Евхаристии. 1656. Холст, масло. Сакраментальное Братство Скинии Кафедрального собора, Севилья
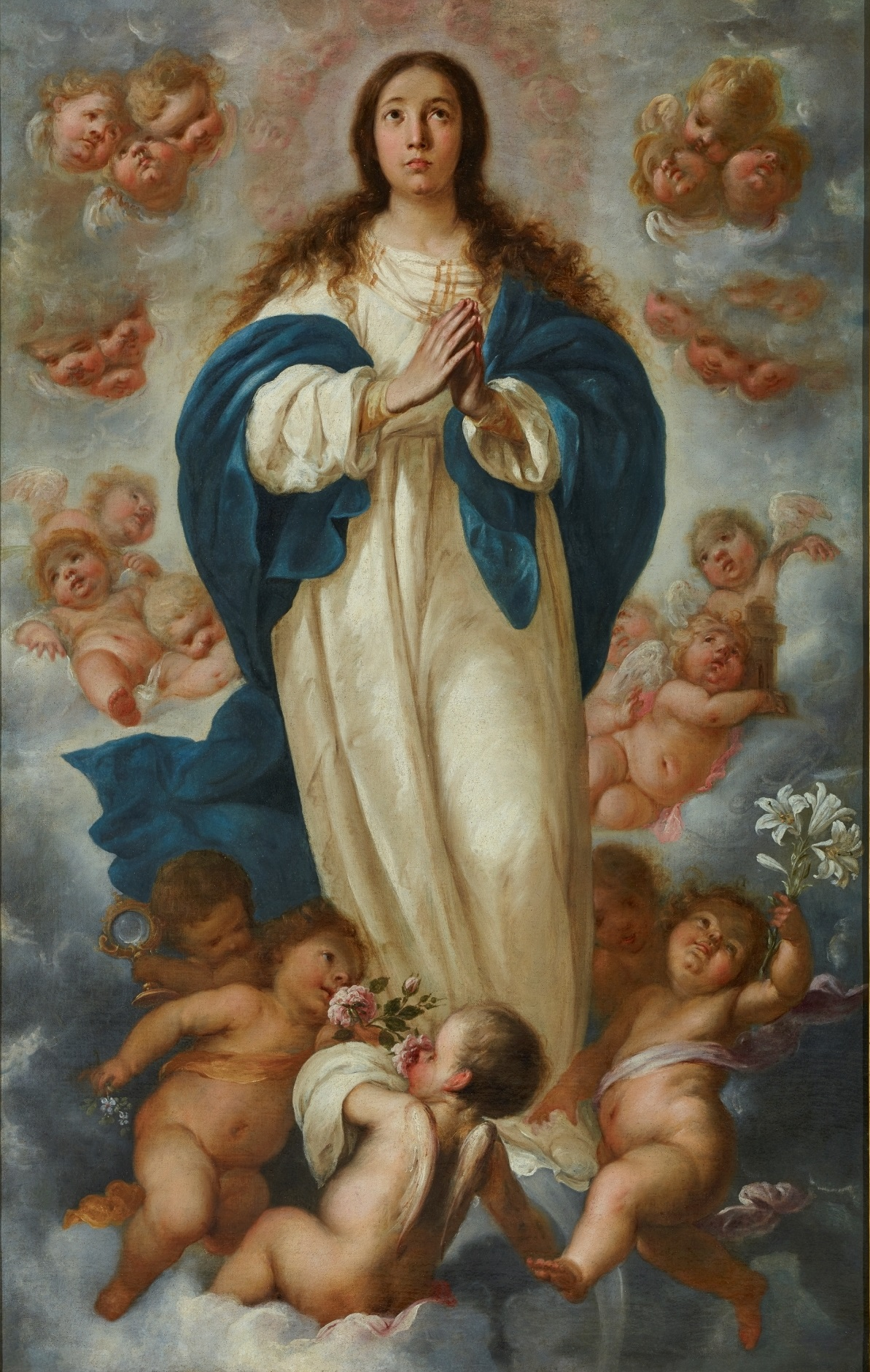
Мадонна Иммакулата. Ок. 1670. Холст, масло. Прадо, Мадрид
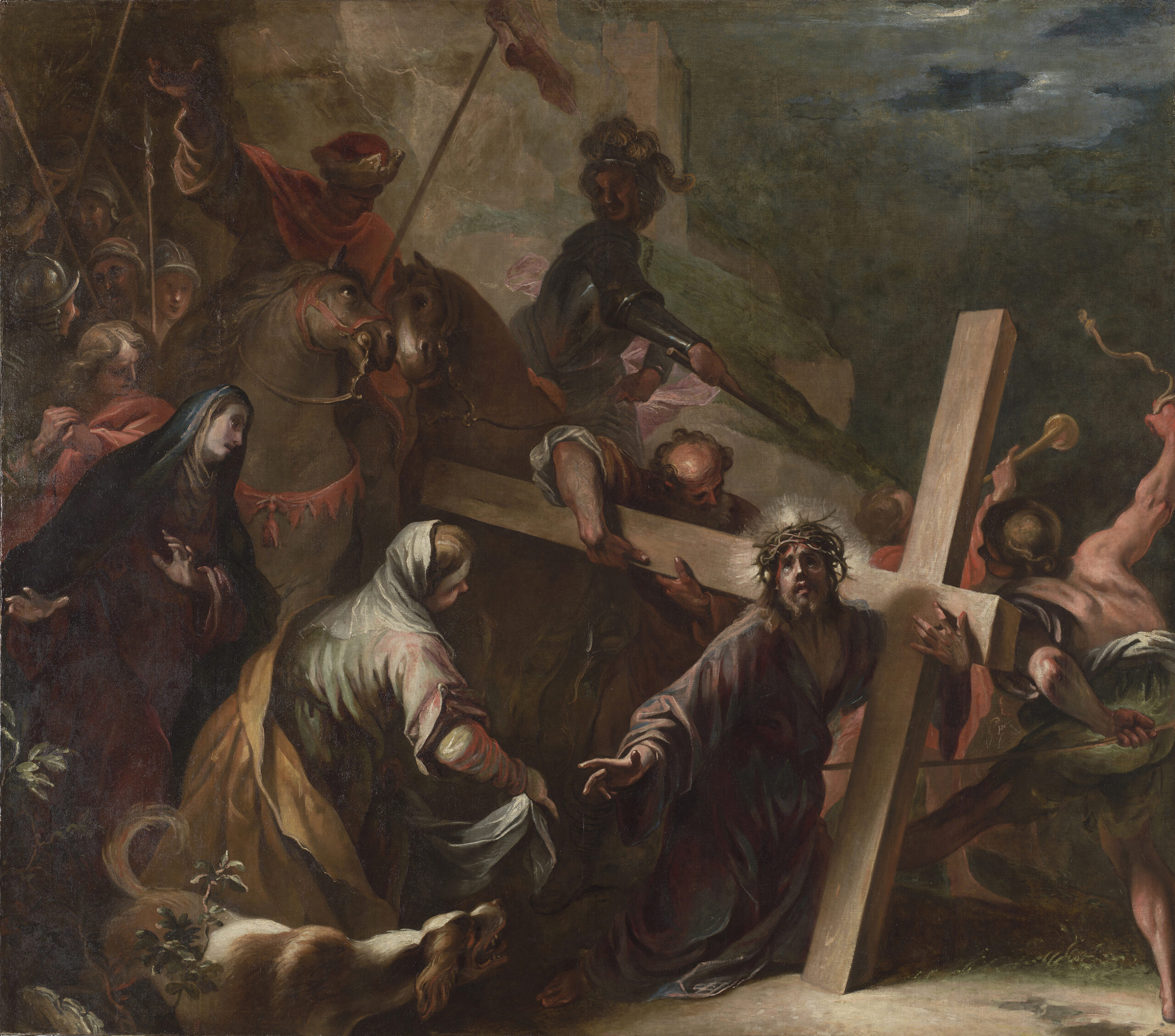
Hесение креста. Ок. 1676. Холст, масло. Музей Серральбо, Мадрид
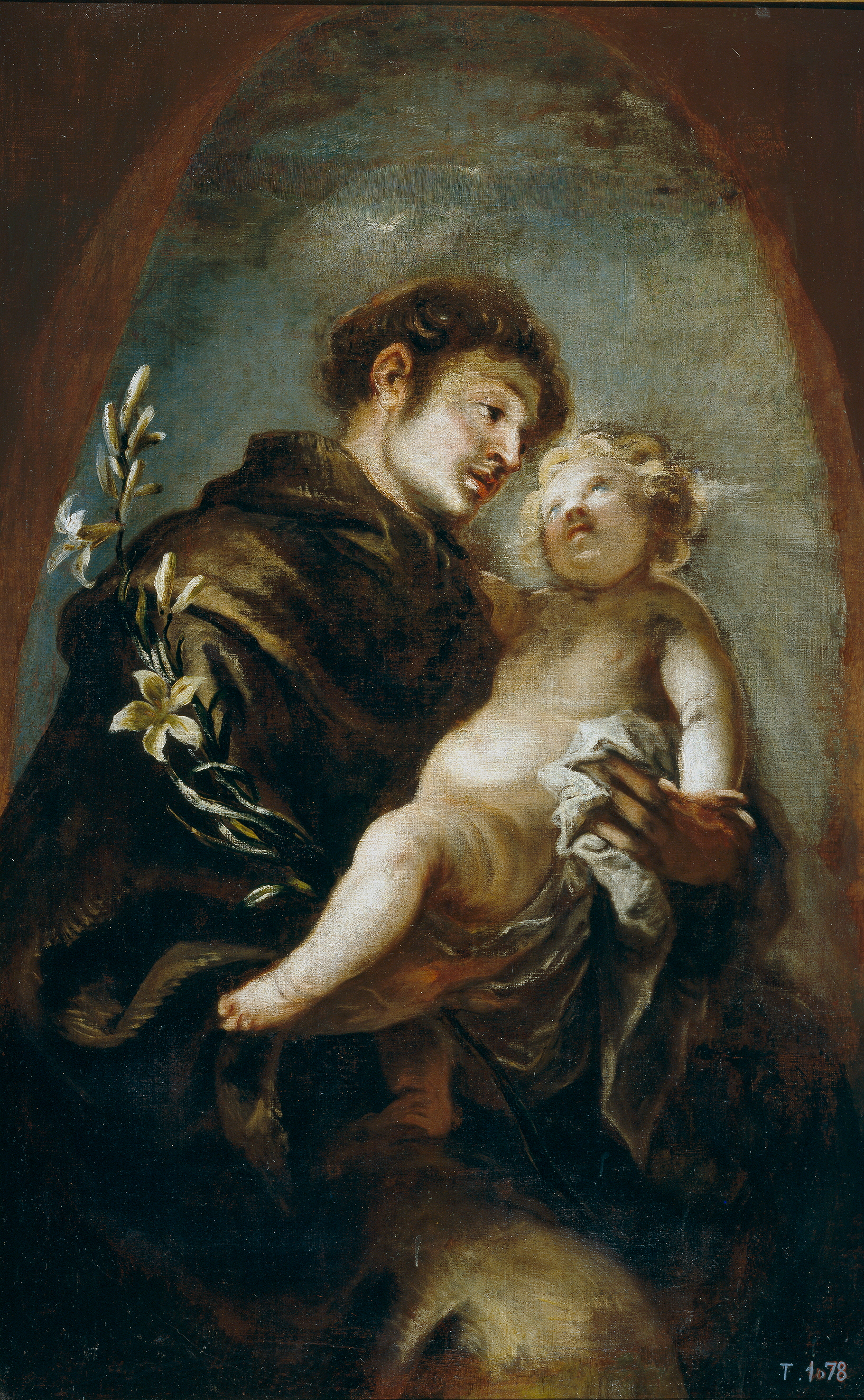
Святой Антоний Падуанский.Ок. 1670.  Холст, масло. Прадо, Мадрид
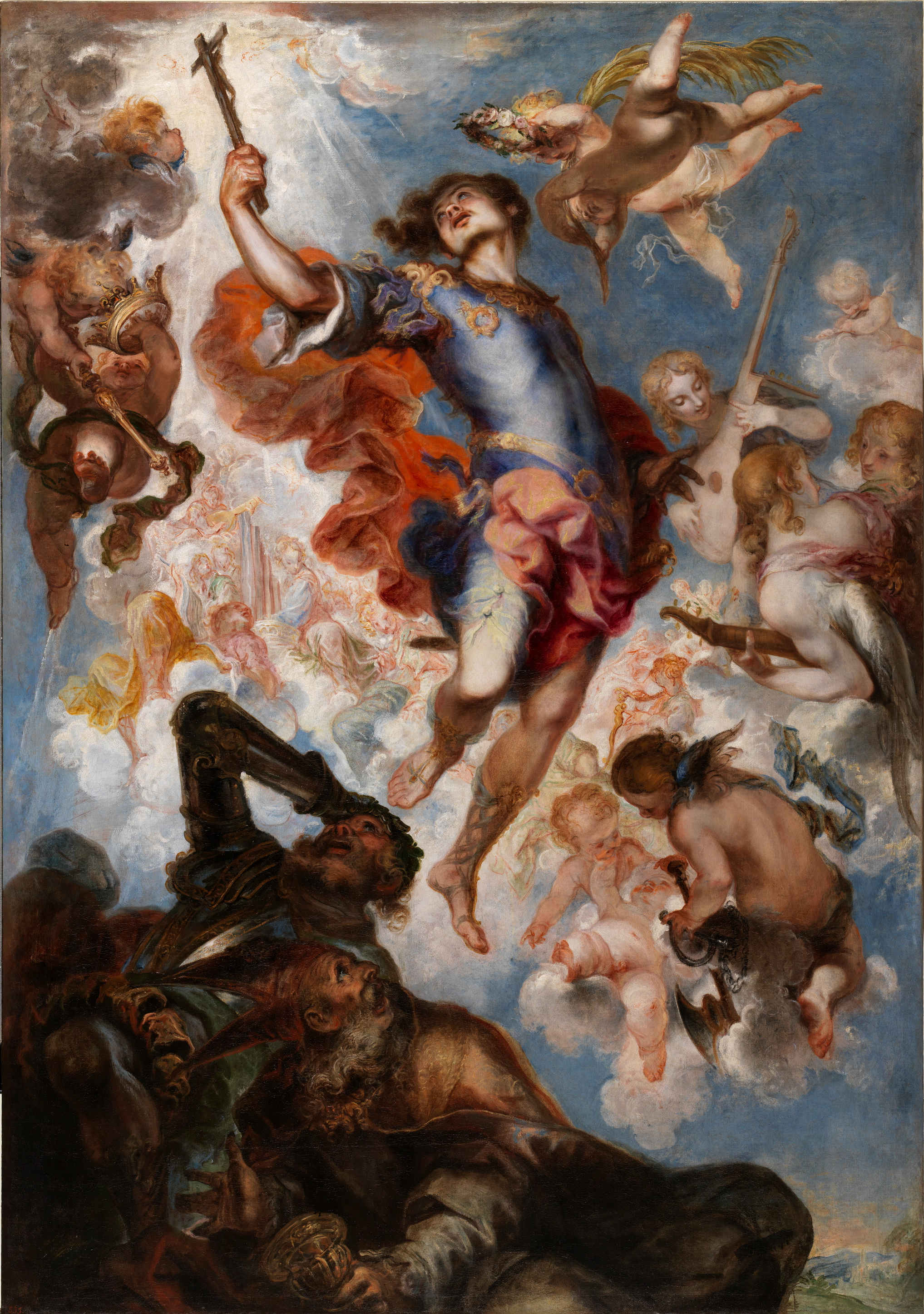
Триумф Святого Герменегильда. 1654. Холст, масло. Прадо, Мадрид